# Parade (альбом Прінса)
Parade — восьмий студійний альбом американського співака та композитора Прінса, випущений 31 березня 1986 року на лейблі Warner Bros. Records та Paisley Park Records. Четвертий і останній спільний альбом Прінса та гурту The Revolution. Альбом є саундтреком до фільму «Під вишневим місяцем». Альбом уникає елементи рок-музики та психоделіки, які були притаманні попередньому. Пісня «Kiss» посіла першу сходинку в Billboard Hot 100. Альбом став платиновим у червні 1986 року.
NME та The Village Voice назвав Parade найкращим альбомом 1986 року.

## Список композицій
Автор музики і слів Прінс, окрім зазначених. 
| Side one: Intro | Side one: Intro              | Side one: Intro        | Side one: Intro |
| #               | Назва                        | Автор                  | Тривалість      |
| --------------- | ---------------------------- | ---------------------- | --------------- |
| 1.              | «Christopher Tracy's Parade» | Prince, John L. Nelson | 2:11            |
| 2.              | «New Position»               |                        | 2:20            |
| 3.              | «I Wonder U»                 |                        | 1:39            |
| 4.              | «Under the Cherry Moon»      | Prince, John L. Nelson | 2:57            |
| 5.              | «Girls & Boys»               |                        | 5:29            |
| 6.              | «Life Can Be So Nice»        |                        | 3:13            |
| 7.              | «Venus de Milo»              |                        | 1:55            |
| 19:44           |                              |                        |                 |

| Side two: End | Side two: End                 | Side two: End                       | Side two: End |
| #             | Назва                         | Автор                               | Тривалість    |
| ------------- | ----------------------------- | ----------------------------------- | ------------- |
| 8.            | «Mountains»                   | Prince, Lisa Coleman, Wendy Melvoin | 3:57          |
| 9.            | «Do U Lie?»                   |                                     | 2:44          |
| 10.           | «Kiss»                        |                                     | 3:37          |
| 11.           | «Anotherloverholenyohead»     |                                     | 4:00          |
| 12.           | «Sometimes It Snows in April» | Prince, Coleman, Melvoin            | 6:48          |
| 21:06         |                               |                                     |               |

## Чарти

### Тижневі чарти
| Чарт (1986)                              | Найвища позиція |
| ---------------------------------------- | --------------- |
| Australian Albums Chart                  | 8               |
| Austrian Albums Chart                    | 7               |
| Canadian Albums Chart                    | 11              |
| Dutch Albums Chart                       | 1               |
| Finnish Albums (Suomen virallinen lista) | 3               |
| German Albums Chart                      | 6               |
| New Zealand Albums Chart                 | 7               |
| Norwegian Albums Chart                   | 10              |
| Swedish Albums Chart                     | 5               |
| Swiss Albums Chart                       | 2               |
| UK Albums Chart                          | 4               |
| US Billboard 200                         | 3               |
| US Top R&B/Hip-Hop Albums (Billboard)    | 2               |
| Чарт (2016)                              | Найвища позиція |
| US Billboard 200                         | 50              |
| США Soundtrack Albums (Billboard)        | 3               |

### Річні чарти
| Чарт (1986)               | Позиція |
| ------------------------- | ------- |
| US Billboard 200          | 44      |
| US Top R&B/Hip-Hop Albums | 24      |

## Сертифікації
| Регіон | Сертифікація | Продажі    |
| --- | ------------ | ---------- |
| Австрія (IFPI Austria) | Золотий      | 25 000*    |
| Данія (IFPI Denmark) | Золотий      | 10 000     |
| Франція (SNEP) | Платиновий   | 300 000*   |
| Німеччина (BVMI) | Золотий      | 250 000^   |
| Нідерланди (NVPI) | Платиновий   | 100 000^   |
| Велика Британія (BPI) | Платиновий   | 300 000^   |
| Підсумки |              |            |
| Світ | —            | 4,560,000  |
| США (RIAA) | Платиновий   | 1 000 000^ |
| *продажі, що базуються лише на сертифікаціях · ^відвантаження, що базуються лише на сертифікаціях · продажі+прослуховування, що базуються лише на сертифікаціях |              |            |